# Lebensborn
Lebensborn (doslovno prevedeno Izvor života) bila je nacistička organizacija koja je za svoj cilj imala podizanje stope rođenih »arijevaca« (osobe koje je nacistička stranka klasificirala kao »rasno čiste i zdrave«). Osnovala ju je zloglasna organizacija SS te je dobivala konstantnu potporu same države.
Lebensborn je svoje djelovanje usmjeravao prema neudanim mladim ženama koje bi poticali da rode djecu u tajnosti i daju ih na usvajanje njemačkim obiteljima, odnosno »rasno čistim roditeljima«. Te obitelji su uglavnom bile obitelji službenika SS-a i ostalih državnih organizacija, a sami SS bi se od trenutka rođenja brinuo oko djeteta (pronalazak obitelji i briga za ostala prava).
Organizacija je osnovana 1935. godine te je tijekom rata proširila svoje djelovanje na države i regije s većinskim njemačkim stanovništvom. Organizacija nije priznavala djecu koja su rođena od oca »arijevca« i majke za koju su smatrali da nije »arijevske rase«. Takva djeca nisu se smatrala »rasno čistima«. Tijekom rata, mnoga djeca su bila žrtve otmice ovog odreda. Oteta djeca bila su podvrgnuta kategorizaciji i prosudbi s ciljem zadovoljavanja “arijevskih kriterija” te zbog predaje na odgoj i skrb nekoj od njemačkih obitelji.

## Pozadina
Lebensborn je osnovan 12. prosinca 1935. godine u Münchenu. 13. rujna 1936. godine Heinrich Himmler, tadašnji zapovjednik SS-a, napisao je pismo pripadnicima ovog odreda:
»Organizacija Lebensborn služi vođama SS-a u selekciji i posvajanju kvalificirane djece. Organizacija Lebensborn je pod mojom osobnom komandom i dio je Ureda za rasu i rasno poravnanje (nap. prev.) SS-a te ima sljedeće obveze:
1. Pružanje podrške rasno, biološki i nasljedno čistim (vrijednim) obiteljima s mnogo djece.
2. Briga o rasno, biološko i nasljedno vrijednim trudnicama od kojih se očekuje da nakon genetske procjene Ureda za rasu i rasno poravnanje rađaju djecu.
3. Briga o djeci.
4. Briga za rodilje.«
1939. godine organizacija ima oko 8000 službenika od kojih je preko 3500 SS-ovih visokih činovnika.

## Djelovanje
Procjenjuje se da je oko 60% rodilja bilo neudano, a udane rodilje bile su žene časnika SS-a. Program je neudanim ženama omogućavao rođenje djeteta izvan braka bez osude društva. U slučaju da majke žele odustati od daljnjeg odgoja djece, organizacija je nudila usluge sirotišta i posredovanja pri posvajanju. 
Prva kuća osnovana je 1936. godine u Steinhöringu (pod nazivom Heim Hochland), malom selu u blizini Münchena. Prva kuća izvan Njemačke otvorena je 1941. godine u Norveškoj. Velika većina kuća uspostavljena je u bivšim domovima zdravlja koje su vodili židovi, a manji broj njih poklonila je nacistička stranka.
Organizacija je imala ili je planirala imati kuće i ogranke u sljedećim državama: 
- Njemačka (10)
- Austrija (3)
- Poljska (6 + 2)
- Norveška (9)
- Danska (2)
- Francuska (1)
- Belgija (1)
- Nizozemska (1)
- Luksemburg (1)

Oko 8000 djece rođeno je u kućama koje su bile raspoređene na samom teritoriju Njemačke, dok je u Norveškoj rođeno između 8000 i 12 000 djece. U drugim zemljama broj je bio znatno manji.